# Бозон I (Прованс)
Бозон I (на френски: Boson I; * 895; † 935) е първият граф на Прованс през 931 – 935 г.

## Биография
Бозон I произлиза от род Бувиниди. Син е на Рихард I Застъпник († 921), първият херцог на Бургундия, и на Аделхайд от род Велфи, дъщеря на Конрад II Младши († 862) и сестра на крал Рудолф I от Бургундия. Той е по-малкък брат на френския крал Раул († 936), крал на Франция (923 – 936).
Бозон I се жени през 928 г. за Берта от Арл (* 913, † 965) (Бозониди), дъщеря на Бозон от Тусция, граф на Авиньон и Арл и по-малък брат на Хуго I, който става през 926 г. крал на Италия. Тъстът му отива през 931 г. при брат си в Италия и става там маркграф на Тоскана и дава Графство Авиньон и Графство Арл на Бозон. Така Бозон става първият граф на Прованс.
Бозон е бездетен. На трона го последва по-малкият му брат Хуго Черния.